# Christian Piot
Christian Piot (Ougrée, 6 ottobre 1947) è un allenatore di calcio ed ex calciatore belga, di ruolo portiere.

## Carriera
Portiere specialista nei calci piazzati, l'unica rete messa a segno in Nazionale è stata realizzata in Italia-Belgio del 26 gennaio 1977 (2-1 il risultato finale a favore degli azzurri), segnando su calcio di rigore contro Castellini.

## Palmarès

### Giocatore

#### Club

##### Competizioni nazionali
- Campionato belga: 3

Standard Liegi: 1968-1969, 1969-1970, 1970-1971
- Coppa del Belgio: 2

Standard Liegi: 1965-1966, 1966-1967
- Coppa di Lega belga: 1

Standard Liegi: 1974-1975

##### Competizioni internazionali
- Coppa Piano Karl Rappan: 1

Standard Liegi: 1974

#### Individuale
- Calciatore belga dell'anno: 1

1972